# Il killer della notte
Il killer della notte (Night School) è un film del 1981, diretto dal regista Ken Hughes ed interpretato dall'attrice inglese Rachel Ward al suo debutto cinematografico.

## Trama
Un misterioso assassino semina il terrore nella città di Boston uccidendo e decapitando giovani donne. La sua tecnica somiglia ad un macabro rituale e l'arma usata è un particolare coltello africano. Questi particolari spingono il detective Judd Austin ad indirizzare i suoi sospetti verso il professor Vincent Millett, esperto antropologo che ha avuto come allieve molte vittime e che convive con la bella studentessa Eleanor Adjai. 

## Produzione
Il film doveva essere diretto da Alfred Sole, il quale però abbandonò il progetto. Ken Hughes venne quindi contattato per ultimare quello che sarebbe poi divenuto il suo ultimo film.
A causa di alcune scene violente in Inghilterra il film è considerato un Video nasty.

## Riconoscimenti
- 1981 –  Avoriaz Fantastic Film Festival
  - [lTerror Award a Ken Hughes